# 柏台 (千葉市)
柏台（かしわだい）は、千葉県千葉市稲毛区の地名。郵便番号263-0053。

## 地理
郵便局等の一部の施設を除きほとんどの地域が団地であるが、地区南西部には戸建ての住宅地がある。

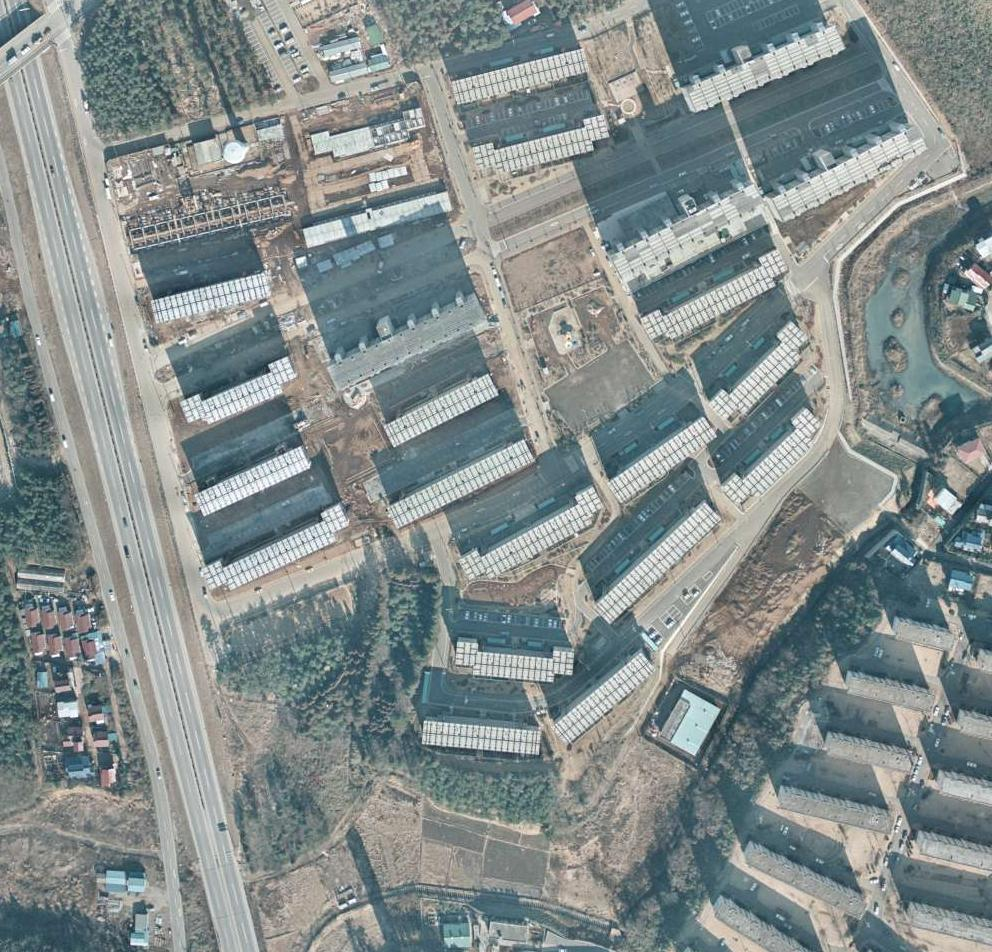
1975年頃の柏台。写真から当時は団地の整備中で下部には未開発地もあることがわかる。

## 歴史
- 1981年（昭和56年）10月1日：園生町と長沼町の一部を編入して、住居表示施行
- 1992年（平成4年）4月1日：千葉市が政令指定都市となり、稲毛区の一部となる。

## 世帯数と人口
2017年（平成29年）9月30日現在の世帯数と人口は以下の通りである。
| 町丁 | 世帯数    | 人口    |
| ---- | --------- | ------- |
| 柏台 | 1,425世帯 | 2,901人 |

## 小・中学校の学区
市立小・中学校に通う場合、学区は以下の通りとなる。
| 番地 | 小学校             | 中学校               |
| ---- | ------------------ | -------------------- |
| 全域 | 千葉市立柏台小学校 | 千葉市立緑が丘中学校 |

## ゆかりのある人物
- 大下弘 - 青バットの大下として赤バットの川上哲治（巨人軍）とともに戦後日本プロ野球のスーパースター。東京都世田谷区経堂から1975年暮れより千葉市稲毛に転居。園生町（現在の柏台）の丸紅ファミールハイツに自宅があった。団地の子供たちを集めて結成された千葉ファミールズ（現在の柏台フェニックス）の監督も努めた。1979年5月23日早朝、死去。墓所は、千葉市若葉区にある千葉市営平和公園墓地にある。

## 地名の由来
住居表示施行前に、この地域が園生町（旧・千葉郡都賀村大字園生）の字である柏山だったことから命名。